# Digiuno ecclesiastico
Il digiuno ecclesiastico è il digiuno praticato dai cristiani come forma di penitenza durante alcuni giorni dell'anno. 

## Nella Chiesa cattolica
Nella Chiesa cattolica le più recenti norme di questo digiuno sono state scritte da papa Paolo VI nella costituzione apostolica Paenitemini del 17 febbraio 1966,  dettagliate nel Codice di Diritto Canonico (can. 1249 e seguenti), e possono essere ulteriormente determinate dalle Conferenze Episcopali.

### Norme riguardo al digiuno
Secondo il Codice di Diritto Canonico, cann. 1249-1253, i fedeli cattolici di tutti i riti latini sono tenuti contemporaneamente sia al digiuno ecclesiastico sia all'astinenza dalle carni due volte l'anno, il Mercoledì delle Ceneri (per il rito ambrosiano, il primo venerdì di Quaresima) e il Venerdì Santo. 
L'obbligo del digiuno inizia a 18 anni compiuti (mentre l'obbligo di astinenza dalle carni inizia a 14 anni). Precedentemente il digiuno era fissato a 21 anni. Così prescrivevano già Tommaso d'Aquino, Summa theologiae, II-II, 147; e il Catechismo di Pio X, 487. Il nuovo termine di 18 anni è stato introdotto con il Codice di Diritto Canonico del 1983. L'obbligo del digiuno termina a 60 anni iniziati. Tuttavia, i fedeli sono dispensati dall'obbligo del digiuno in taluni casi.
La regola del digiuno obbliga a fare un solo pasto durante la giornata, ma non proibisce di prendere un po' di cibo al mattino e alla sera, attenendosi, per la quantità e la qualità, alle consuetudini locali approvate. L'acqua e le medicine sia solide sia liquide si possono assumere liberamente.
I parroci possono, per giusta causa, dispensare i singoli fedeli o le famiglie dall'osservanza del digiuno e dell'astinenza, o commutarlo con altre opere pie.
L'insieme di queste norme costituisce il quarto dei cinque precetti generali della Chiesa: "In giorni stabiliti dalla Chiesa astieniti dal mangiare carne e osserva il digiuno". Il suo fine è garantire ai fedeli il minimo necessario nell'impegno penitenziale (cfr. Catechismo della Chiesa Cattolica, n° 2041); tuttavia "per legge divina, tutti i fedeli sono tenuti a fare penitenza, ciascuno a proprio modo" (can. 1249 del Codice di Diritto Canonico), specialmente nel tempo penitenziale della Quaresima; i Vescovi italiani hanno suggerito, a tal proposito, nuove forme di penitenza accanto a quelle tradizionali, come l'astensione dal fumo e dalle bevande alcoliche, dalla ricerca di forme smodate di divertimento, dai comportamenti consumistici, e dalla televisione.
Il canone 919 del Codice di Diritto Canonico obbliga poi tutti i fedeli che vogliono ricevere l'Eucaristia ad astenersi "per lo spazio di almeno un'ora prima della sacra comunione da qualunque cibo o bevanda, fatta eccezione soltanto per l'acqua e le medicine".

### In Italia
Per l'Italia, la Conferenza Episcopale Italiana ha emanato nel 1994 la nota pastorale a carattere normativo "Il senso cristiano del digiuno e dell'astinenza".
I Vescovi riuniti nella CEI nelle Disposizioni normative del documento hanno consigliato inoltre di osservare il digiuno oltre che al Venerdì Santo anche nel giorno di Sabato Santo fino alla Veglia Pasquale; hanno infine stabilito che ci si può astenere dall'osservanza dell'obbligo della legge del digiuno per una ragione giusta, come ad esempio per motivi di salute.

## Nella Chiesa ortodossa
Nella Chiesa ortodossa occorre distinguere due tipi di digiuno: quello ecclesiastico strettamente detto, la cui prescrizione si rivolge a tutti i fedeli, e il digiuno monastico.
Il digiuno ecclesiastico strettamente detto non si applica in "periodi liberi" che sono: la settimana seguente la Pasqua detta "Luminosa", il periodo tra Natale e la Vigilia della Teofania e una settimana precedente il grande digiuno della Grande Quaresima. Al di fuori di questi periodi i fedeli digiunano due volte la settimana ossia il Mercoledì ed il Venerdì. Il digiuno consiste nel non mangiare al mattino e dopo sesta (mezzogiorno) e astenendosi da ogni cibo di derivazione animale (carne, pesce compreso, uova latte e latticini), nonché dal vino e dalle altre bevande alcoliche e dall'olio d'oliva. In occasione di una grande festa del Signore il digiuno è soppresso, in una grande festa della Madre di Dio o di Santi particolarmente festeggiati sono consentiti olio, vino e pesce, infine in una festa di un Santo particolarmente festeggiato ma di livello liturgico inferiore sono consentiti l'olio e il vino. Qualsiasi calendario ortodosso contiene queste mitigazioni. Inoltre si digiuna in maniera più mitigata nei 40 giorni che precedono il Natale, nei giorni dalla Domenica dopo Pentecoste alla festività degli Apostoli Pietro e Paolo. Invece si digiuna pienamente nella Quaresima che precede la Pasqua, con particolare rigore (il pesce è consentito solo la Domenica delle Palme e la festa dell'Annunciazione e l'olio e il vino solo il sabato e la domenica) e nei giorni dal 1° al 14 agosto - Digiuno della Dormizione della Madre di Dio, con pesce consentito per la festa della Trasfigurazione. Nella pratica il digiuno è seguito dagli ortodossi praticanti specialmente per i due digiuni maggiori che precedono la Pasqua e della Dormizione. Tuttavia, dal momento che per gli ortodossi la legislazione ecclesiastica ha carattere pedagogico ed educativo alla vita spirituale più che precettistico, nel caso della non osservanza del digiuno non si parla di trasgressione "morale" e i fedeli che sono impossibilitati ad osservarlo rigorosamente ne parlano col loro padre spirituale, che nell'ortodossia ha una parte più importante che in occidente nella vita spirituale dei fedeli osservanti.
Nelle Chiese orientali cosiddette non-calcedonesi (Copti, Armeni, Siri e anche Assiri d'Oriente) i digiuni assomigliano molto a quelli degli ortodossi.

## Posizione delle Chiese protestanti
Le Chiese protestanti, ad eccezione degli anglicani, rifiutarono le regole che prescrivevano l'obbligatorietà del digiuno nei periodi stabiliti dalla Chiesa cattolica. La riforma protestante concepì il digiuno come una pratica esteriore che non serviva di per sé a guadagnare la salvezza. Martin Lutero riteneva che un cristiano potesse scegliere individualmente di praticare il digiuno come un esercizio spirituale per disciplinare il proprio corpo, ma che il tempo e il modo di digiunare dovessero essere lasciati alla discrezione individuale. La posizione di Lutero è stata accolta dalla maggior parte delle Chiese protestanti, in cui il digiuno è meno popolare rispetto alle altre confessioni cristiane. In genere, le Chiese luterane consigliano di effettuare volontariamente di tanto in tanto alcuni giorni di digiuno senza finalità rituali o salutistiche ma con finalità spirituali, per distogliere l'attenzione da se stessi e dai propri desideri, associando il digiuno alla preghiera. Alcune comunità consigliano di praticare il digiuno durante il periodo della Quaresima, preferibilmente nei giorni di giovedì o venerdì, in ricordo del digiuno che Gesù effettuò per 40 giorni nel deserto all'inizio della sua missione. Per il metodismo il digiuno è considerato un'opera di pietà, che è bene praticare insieme alla preghiera e alle opere di misericordia. Il digiuno va considerato come una disciplina spirituale che aiuta a focalizzare l'attenzione sulla preghiera e su Dio, evitando di cadere nel formalismo (che consiste nel considerarlo come fine a se stesso) e nel legalismo (che consiste nel considerarlo come un mero dovere religioso). Il digiuno non va inoltre praticato per ottenere grazie da Dio, perché è una pratica che serve a cambiare il fedele e non le intenzioni di Dio.